# 沕沕水
沕沕水（沕：mì或wù，但当地人念做hū。）是滹沱河上游的一条支流，位于中国河北省石家庄市平山县西南45千米，距石家庄95公里，旅游面积11.5平方公里，海拔高度800—1100米。是国家4A级景区、河北省级森林公园。
沕沕水流域是典型的喀斯特岩溶地区，有落差为93米、45米的多级瀑布，山势雄伟秀丽，奇形怪状，年平均气温为8℃-11℃，年平均降水量为600毫米，气候凉爽湿润。